# Westfield Topanga
Westfield Topanga, anteriormente conocido como Westfield Shoppingtown Topanga y comúnmente conocido por los ciudadanos del área como Topanga Mall o Topanga Plaza, es un centro comercial de dos pisos compuesto por 230 tiendas esparcido en tres secciones. Está localizado en Topanga Canyon Boulevard entre las comunidades de Canoga Park y Woodland Hills en el occidente del Valle de San Fernando en Los Ángeles y es propiedad y operado por The Westfield Group.
Nordstrom, Robinsons-May y Sears anteriormente estaban en el centro comercial. Mientras que las otras tres tiendas continúan operando en el centro comercial, la tienda Robinsons-May cambió de nombre a Macy's el 9 de septiembre de 2006, la tienda Nordstrom fue movida a otro nuevo edificio en el centro comercial y la tienda Neiman Marcus ahora ocupa el edificio que albergaba a la tienda Nordstrom.
En 2006 se inició una masiva remodelación de $330 millones, el trabajo terminó a finales del 2008. En la expansión se abrieron más de 100 nuevas tiendas incluyendo a una gran tienda Target, muchos restaurantes, un "dining terrace", un carrusel de dos pisos y tres nuevas estructuras para estacionamiento, al igual que una tienda Neiman Marcus, en la que se abrió en 2008 como parte de la segunda fase.
Durante el terremoto de 5.4 en Los Ángeles del 29 de septiembre de 2008 en la escala de ritcher la tienda Macy's en Westfield Topanga tuvo que ser cerrada y evacuada después de que se produjeran varias fugas de agua inundando toda la tienda y algunos daños menores.

## Historia
El centro comercial abrió el 10 de febrero de 1964, Topanga Plaza fue el primer centro comercial techado de California. Cuando se abrió sus tiendas anclas fueron The Broadway, May Company y Montgomery Ward. Nordstrom fue agregada en 1983.
En 1992 May Centers, Inc., el desarrollador original, cambió de nombre a CenterMark Properties y lo vendió a May Department Stores en 1993 a un consorcio relacionado con Westfield Holdings, Ltd., un precursor de The Westfield Group.
La ubicación de May Company cambió de nombre a Robinsons-May en 1993 y completamente construida después de que fuese destruida por el terremoto de Northridge de 1994, la ubicación de la tienda The Broadway fue en 1996 vendida a Sears después de su adquisición por Federated Department Stores, y la tienda Montgomery Ward cerró en 1999 debido a que la cadena se fue a bancarrota. A como se mencionó anteriormente, en septiembre de 2006 Robinsons-May fue renombrada a Macy's, y a pesar de que hubo rumores de que la tienda fuese clausurada, aun continua operando a pesar de su proximidad a otra segunda Macy's en Westfield Promenade.

## Anclas
- Macy's (anteriormente May Company y después Robinsons-May, 251,887 pies cuadrados)
- Nordstrom (149,761 pies cuadrados)
- Neiman Marcus
- Target
- Sears (160,271 pies cuadrados)